# Gate of Dreams
Gate of Dreams ist ein Album des deutsch-amerikanischen Komponisten Claus Ogerman, das 1977 bei Warner Records erschien. Die Musik verbindet Elemente der klassischen Musik, des Jazz und der Filmmusik.

## Entstehung
Die Musik entstand ursprünglich für ein Ballett mit dem Titel Some Times für Jazz Group und großes Orchester. Die Uraufführung fand am 14. Juli 1972 im New York State Theater (heute David H. Koch Theater) im Lincoln Center statt, es tanzte das American Ballet Theatre, die Choreographie stammte von Dennis Nahat.

## Besetzung
- Produzent: Tommy LiPuma
- Aufgenommen in den Capitol Studios, Hollywood, September & Oktober 1976
- Konzertmeister: Israel Baker
- Rhythmus-Sektion: Joe Sample und Ralph Grierson (Keyboards), Peter Maunu (Rhythmusgitarre), John Guerin (Drums), Chuck Domanico (Bass), Larry Bunker (Perkussion), Chino Valdes (Congas)

## Tracklist
A-Seite
1. Time Passed Autumn (Part I) – 4:11
2. Time Passed Autumn (Interlude and Part II), Gitarre: George Benson – 2:48
3. Time Passed Autumn (Part III), Alt-Saxophon: David Sanborn, E-Piano: Joe Sample, Tenor-Saxophon: Michael Brecker – 4:53
4. Caprice – 4:48
5. Air Antique – 2:58

B-Seite
1. Night Will Fall, Alt-Saxophon: David Sanborn, Orgel: Joe Sample – 8:14
2. Night Will Fall (Interlude and Conclusion) – 2:33
3. A Sketch of Eden – 6:43

## Rezeption
Wes Mitchell gab dem Album auf Allmusic fünf Sterne und nannte es „einen dieser seltenen Schätze“, die die Zeiten überdauern. Die beste Komposition ist seiner Meinung nach Time Passed Autumn.